# Coty Clarke
Pour les articles homonymes, voir Coty et Clarke.
Coty Clarke, né le 4 juillet 1992 à Antioch, Tennessee, est un joueur américain de basket-ball. Il évolue au poste d'ailier.

## Biographie

### Carrière universitaire
Il passe ses deux premières années universitaires au Lawson State Community College (en).
Puis, il termine son cursus universitaire en passant deux annéesà l'université de l'Arkansas où il joue pour les Razorbacks.

### Carrière professionnelle

#### 2014-2015
Le 26 juin 2014, lors de la draft 2014 de la NBA, automatiquement éligible, il n'est pas sélectionné.
Le 19 août 2014, il signe son premier contrat professionnel pour un an en Israël à l'Hapoël Galil Elyon en Liga Leumit, la deuxième division israélienne. Durant son année en Israël, il est proche du double-double de moyenne, avec 19 points, 9,4 rebonds, 3,6 passes décisives et 1,5 interception par match, et porte son équipe en demi-finale.

#### 2015-2016
Le 20 août 2015, il signe un contrat non garanti avec les Celtics de Boston pour participer au camp d'entraînement. Le 20 octobre 2015, il est libéré par les Celtics après avoir disputé une rencontre en pré-saison et devient agent libre. Le 31 octobre 2015, il rejoint les Red Claws du Maine en D-League en tant que joueur affilié par les Celtics. Le 12 novembre, il fait ses débuts avec les Red Claws lors de la défaite 105 à 103 contre les Knicks de Westchester, où il marque cinq points, prend un rebond et intercepte une balle en 18 minutes.
Le 7 mars 2016, il signe un contrat de dix jours chez les Celtics de Boston. Le 10 mars 2016, il est envoyé chez les Red Claws du Maine en D-League. Le lendemain, il est rappelé dans l'effectif des Celtics. Le 15 mars, il fait ses débuts en NBA, ors de la défaite chez les Pacers de l'Indiana 103 à 98 en marquant trois points et prenant un rebond en trois minutes en étant remplaçant. Le 18 mars, il signe un second contrat de dix jours. Le 23 mars 2016, il est renvoyé en D-League chez les Red Claws et rappelé par les Celtics trois jours plus tard. Le 27 mars 2016, à la fin de son contrat, il n'est pas conservé par les Celtics. Le 29 ars, il retourne chez les Red Claws. À la fin de la saison, il est nommé dans le second meilleur cinq majeur de D-League.
Le 30 avril 2016, Clarke signe avec les Capitanes de Arecibo dans le championnat portoricain. Le 2 mai, il fait ses débuts avec les Capitanes lors de la victoire 102 à 65 contre les Indios de Mayagüez (en) où il marque 14 points, prend 4 rebonds, distribue 7 passes décisives et contre 3 ballons en 33 minutes.

#### 2016-2017
En juillet 2016, il participe à la NBA Summer League de Las Vegas avec les Timberwolves du Minnesota où il joue huit matches avec des moyennes de 8,38 points, 4,25 rebonds, 1,5 passe décisive et 0,62 interception en 23,0 minutes par match.
Le 23 juillet 2016, il signe en Russie à l'UNICS Kazan pour la saison 2016-2017.

## Statistiques

### Universitaires
Les statistiques en matchs universitaires de Coty Clarke sont les suivantes :
| Saison    | Équipe               | Matchs | Titul. | Min./m | % Tir | % 3pts | % LF | Rbds/m. | Pass/m. | Int/m. | Ctr/m. | Pts/m. |
| --------- | -------------------- | ------ | ------ | ------ | ----- | ------ | ---- | ------- | ------- | ------ | ------ | ------ |
| 2012-2013 | Lawson State CC (en) |        |        |        |       |        |      |         |         |        |        |        |
| 2013-2014 | Lawson State CC      |        |        |        |       |        |      |         |         |        |        |        |
| 2014-2015 | Arkansas             | 31     | 13     | 20,4   | 51,4  | 47,4   | 74,3 | 5,19    | 1,13    | 1,42   | 0,65   | 7,61   |
| 2015-2016 | Arkansas             | 34     | 30     | 22,3   | 44,1  | 43,1   | 81,0 | 5,59    | 2,38    | 1,50   | 0,53   | 9,41   |
| Total     |                      | 65     | 43     | 21,4   | 46,9  | 44,2   | 77,7 | 5,40    | 1,78    | 1,46   | 0,58   | 8,55   |

### Professionnels

#### NBA
| Saison    | Équipe | Matchs | Titul. | Min./m | % Tir | % 3pts | % LF | Rbds/m. | Pass/m. | Int/m. | Ctr/m. | Pts/m. |
| --------- | ------ | ------ | ------ | ------ | ----- | ------ | ---- | ------- | ------- | ------ | ------ | ------ |
| 2015-2016 | Boston | 3      | 0      | 1,9    | 50,0  | 100,0  | 0,0  | 0,33    | 0,00    | 0,00   | 0,00   | 2,00   |
| Total     |        | 3      | 0      | 1,9    | 50,0  | 100,0  | 0,0  | 0,33    | 0,00    | 0,00   | 0,00   | 2,00   |

#### D-League
- Saison régulière

| Saison    | Équipe | Matchs | Titul. | Min./m | % Tir | % 3pts | % LF | Rbds/m. | Pass/m. | Int/m. | Ctr/m. | Pts/m. |
| --------- | ------ | ------ | ------ | ------ | ----- | ------ | ---- | ------- | ------- | ------ | ------ | ------ |
| 2015-2016 | Maine  | 44     | 16     | 26,2   | 51,3  | 40,6   | 79,2 | 7,48    | 2,61    | 1,14   | 0,66   | 16,30  |
| Total     |        | 44     | 16     | 26,2   | 51,3  | 40,6   | 79,2 | 7,48    | 2,61    | 1,14   | 0,66   | 16,30  |

- Playoffs

| Saison    | Équipe | Matchs | Titul. | Min./m | % Tir | % 3pts | % LF | Rbds/m. | Pass/m. | Int/m. | Ctr/m. | Pts/m. |
| --------- | ------ | ------ | ------ | ------ | ----- | ------ | ---- | ------- | ------- | ------ | ------ | ------ |
| 2015-2016 | Maine  | 2      | 2      | 34,0   | 53,1  | 38,5   | 93,3 | 12,00   | 3,50    | 3,00   | 0,50   | 26,50  |
| Total     |        | 2      | 2      | 34,0   | 53,1  | 38,5   | 93,3 | 12,00   | 3,50    | 3,00   | 0,50   | 26,50  |

#### Porto Rico
| Saison    | Équipe  | Matchs | Titul. | Min./m | % Tir | % 3pts | % LF | Rbds/m. | Pass/m. | Int/m. | Ctr/m. | Pts/m. |
| --------- | ------- | ------ | ------ | ------ | ----- | ------ | ---- | ------- | ------- | ------ | ------ | ------ |
| 2015-2016 | Arecibo | 19     | 19     | 30,8   | 50,0  | 39,5   | 87,9 | 6,32    | 4,42    | 0,95   | 0,47   | 19,05  |
| Total     |         | 19     | 19     | 30,8   | 50,0  | 39,5   | 87,9 | 6,32    | 4,42    | 0,95   | 0,47   | 19,05  |

## Records sur une rencontre en NBA/d-League
Les records personnels de Coty Clarke, officiellement recensés par la NBA sont les suivants :
| Type de statistique        | Saison régulière (NBA) | Saison régulière (NBA)                     | Saison régulière (NBA)      | Saison régulière (D-League) | Saison régulière (D-League)                  | Saison régulière (D-League)       |
| Type de statistique        | Record                 | Adversaire                                 | Date                        | Record                      | Adversaire                                   | Date                              |
| -------------------------- | ---------------------- | ------------------------------------------ | --------------------------- | --------------------------- | -------------------------------------------- | --------------------------------- |
| Points                     | 3                      | @ Pacers de l'Indiana @ Raptors de Toronto | 15 mars 2016 18 mars 2016   | 32                          | @ 87ers du Delaware                          | 19 février 2016                   |
| Paniers marqués            | 1                      | @ Pacers de l'Indiana @ Raptors de Toronto | 15 mars 2016 18 mars 2016   | 12                          | @ 87ers du Delaware                          | 19 février 2016                   |
| Paniers tentés             | 3                      | @ Pacers de l'Indiana                      | 15 mars 2016                | 19                          | @ 87ers du Delaware Skyforce de Sioux Falls  | 19 février 2016 27 février 2016   |
| Paniers à 3 points réussis | 1                      | @ Pacers de l'Indiana @ Raptors de Toronto | 15 mars 2016 18 mars 2016   | 5                           | Energy de l'Iowa                             | 3 mars 2016                       |
| Paniers à 3 points tentés  | 1                      | @ Pacers de l'Indiana @ Raptors de Toronto | 15 mars 2016 18 mars 2016   | 11                          | Energy de l'Iowa                             | 3 mars 2016                       |
| Lancers francs réussis     |                        |                                            |                             | 10                          | @ Spurs d'Austin                             | 25 mars 2016                      |
| Lancers francs tentés      |                        |                                            |                             | 13                          | @ Spurs d'Austin                             | 25 mars 2016                      |
| Rebonds offensifs          |                        |                                            |                             | 6                           | @ Mad Ants de Fort Wayne @ 87ers du Delaware | 30 janvier 2016 19 février 2016   |
| Rebonds défensifs          | 1                      | @ Pacers de l'Indiana                      | 15 mars 2016                | 12                          | @ Jam de Bakersfield Energy de l'Iowa        | 7 janvier 2016 3 mars 2016        |
| Rebonds totaux             | 1                      | @ Pacers de l'Indiana                      | 15 mars 2016                | 16                          | @ 87ers du Delaware                          | 19 février 2016                   |
| Passes décisives           |                        |                                            |                             | 11                          | @ Raptors 905                                | 5 mars 2016                       |
| Interceptions              |                        |                                            |                             | 4                           | @ Raptors 905                                | 5 mars 2016                       |
| Contres                    |                        |                                            |                             | 3                           | @ Raptors 905 Mad Ants de Fort Wayne         | 11 décembre 2015 23 janvier 2016  |
| Balles perdues             | 1                      | Thunder d'Oklahoma City                    | 16 mars 2016 6 février 2016 | 6                           | Raptors 905 @ BayHawks d'Érié                | 22 novembre 2015 12 décembre 2015 |
| Minutes jouées             | 3                      | @ Pacers de l'Indiana @ Raptors de Toronto | 15 mars 2016 18 mars 2016   | 34                          | 87ers du Delaware                            | 25 février 2016 31 mars 2016      |

- Double-double : 10 (en D-League) (au terme de la Saison NBA 2015-2016)
- Triple-double : aucun.

## Palmarès
- BSN champion (2016)
- All-NBA D-League Second Team (2016)